# Калье
Калье́ (от фр. caillé) — желеподобный сгусток, который образуется при осаждении молока (створаживании) закваской или сычужным ферментом и служит основой для производства различных видов сыра, а также творога.
Свёртывание казеина в молоке происходит под действием молочнокислых бактерий (творог) либо сычужного сока (сыр). Створаживание могут вызвать и другие кислые продукты: лимонный сок, уксус. Продолжительность свёртывания зависит от технологии получения конечного продукта (сорта сыра). Помимо сгустка, при створаживании образуется также молочная сыворотка.
На то, чтобы сгусток получился крепким, а не мажущейся консистенции, влияют такие факторы, как качество молока, количество сычужного фермента и кислотность. В русской кулинарной традиции не принято непосредственно употреблять сычужный сгусток в пищу. Сыроделы его засаливают, выгружают в мешочки, прессуют, дробят и дают созреть. Калье — традиционное блюдо квебекской кухни (fromage en grains).

## Источник
- Демяновский С. Я. Курс органической и биологической химии. Советская наука, 1952. С. 437.